# Hanza Tower
Hanza Tower — небоскрёб в Щецине (Польша), расположенный на аллее Освобождения, 50 в городском округе Средместье-Пулноц. По данным Совета по высотным зданиям и городской среде, является самым высоким зданием города.

## Описание
Архитектура здания представляет собой сочетание традиционализма и стиля хай-тек, а сам небоскрёб по форме напоминает парус корабля.
По одним данным, высота небоскрёба составляет 125 метров, что делает его самым высоким зданием в Щецине; высота от основания до крыши — 100 метров. По другим данным, высота Hanza Tower — 104 метра. В здании 34 этажа, включая 4 подземных, а его общая полезная площадь составляет 54 337 квадратных метров, из которых 22 000 квадратных метров — жилая площадь, расположенная на верхних уровнях, а 17 891 квадратный метр занимают коммерческие и служебные помещения, расположенные на нижних этажах. В здании 480 апартаментов, площадь которых варьируется от 24 до 220 квадратных метров. Подземная парковка рассчитана на 383 автомобиля.

## История
Строительство здания началось в сентябре 2011 года. Проектированием занимались компании Laguarda Low и Urbicon, а строительством — компании Calbud и JW Construction. Название небоскрёба происходит от Ганзейского союза, краткое название которого — Ганза (пол. Hanza). Инвестиционные затраты оценивались в 150—200 миллионов польских злотых. Строительство планировалось завершить в конце 2020 года, однако после внесения изменений в проект срок окончания строительства был перенесён на март 2021 года. В итоге строительство Hanza Tower завершилось в октябре 2021 года.